# 利希爾群島
3°00′00″S 152°35′00″E / 3°S 152.583333°E

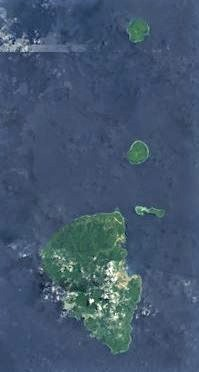
利希爾群島衛星圖

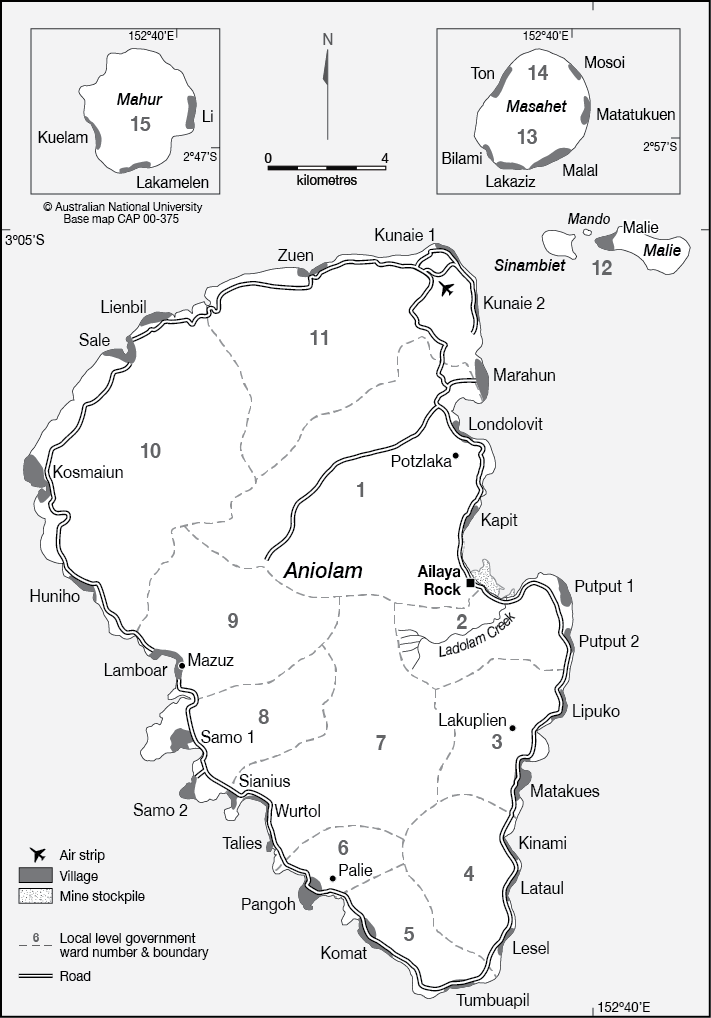
利希爾群島地圖

利希爾群島是巴布亞新畿內亞新愛爾蘭省的島嶼，位於新愛爾蘭島以北的太平洋海域，屬於俾斯麥群島的一部分，由利希爾島和另4座島嶼組成，2005年人口17,300。

## 外部連結
- Photos from Lihir Island（页面存档备份，存于）
- Lihir Gold Mine